# Pakhapani (Rolpa)
Pour les articles homonymes, voir Pakhapani.
Pakhapani (en népalais : पाखापानी) est un comité de développement villageois du Népal situé dans le district de Rolpa. Au recensement de 2011, il comptait 6 167 habitants.